# Прія Ферґюсон
Прія Ніколь Ферґюсон (англ. Priah Nicole Ferguson; нар. 1 жовтня 2006, Атланта, Джорджія) — американська акторка, яка найбільш відома роллю  Еріки Сінклер у популярному серіалі «Дивні дива» від компанії Netflix.

## Біографія

### Раннє життя
Прія Ферґюсон народилася 1 жовтня 2006 року в Атланті, штат Джорджія, в сім'ї Джона та Аджуї Ферґюсон, директора з дизайну й графічної дизайнерки відповідно. Є молодша сестра, на ім'я Джайда.

### Кар'єра
Після перегляду фільмів «Круклін» і «Дівчатка тата» юна Прія захопилася ідеєю стати акторкою кіно. Вона почала зніматися в короткометражних і незалежних фільмах місцевого виробництва у 2015 році.
У 2016 році Ферґюсон дебютувала на телебаченні в серіалі FX Networks «Атланта» та драмі про громадянську війну в США «Mercy Street». У 2017 році Ферґюсон отримала участь у науково-фантастичному вебсеріалі жахів «Дивні дива» від потокового сервісу Netflix. Вона виконала роль Еріки Сінклер, молодшої сестри Лукаса Сінклера, якого зіграв Калеб Маклафлін. Її підвищили до головної ролі в 3 сезоні.
У 2018 році знялася у фільмі «Присяга». Прія Ферґюсон з'явиться в комедії про Гелловін 2022 року «Бу».

### Благодійність
У 2015 році Ферґюсон співпрацювала з фандрейзингом United Way, намагаючись привернути увагу до добробуту дітей.

## Фільмографія

### Фільми
| Рік  | Назва                | Роль          | Примітки        |
| ---- | -------------------- | ------------- | --------------- |
| 2015 | «Цукрова вода»       | Юна Кай       | Короткометрівка |
| 2016 | «Deus ex Machina»    | Дівчинка      | Короткометрівка |
| 2016 | «Кінець»             | Чарлі         | Короткометрівка |
| 2017 | «Чудове життя Чарлі» | Юна Бренді    |                 |
| 2018 | «Присяга»            | Гарді Фонтейн |                 |
| 2022 | «Бу!»                | Сідні         | Постпродакшн    |

### Телебачення
| Рік          | Назва                              | Роль          | Примітки                                         |
| ------------ | ---------------------------------- | ------------- | ------------------------------------------------ |
| 2016         | «Кава Х Крем»                      | Мішель        | 2 епізоди                                        |
| 2016         | «Атланта»                          | Ейжа          | Епізод: «Вулиці на замку»                        |
| 2017–наш час | «Дивні дива»                       | Еріка Сінклер | Другорядна роль (2 сезон) Головна роль (3 сезон) |
| 2017         | «Mercy Street»                     | Дівчина       | Епізод: «Один рівний темперамент»                |
| 2017         | «Денні діви»                       | Фатіма        | Епізод: «Обід за наш рахунок»                    |
| 2019         | «Міський закон блефу»              | Еріка         | Епізод: «Коли прорветься дамба»                  |
| 2023         | «Мій батько мисливець за головами» | Ліза (голос)  | Постпродакшн                                     |